# Encephalartos schmitzii
Encephalartos schmitzii là một loài thực vật hạt trần trong họ Zamiaceae. Loài này được Malaisse mô tả khoa học đầu tiên năm 1969.